# GOLDEN☆BEST 浅野ゆう子 RCA/FUN HOUSE YEARS
『GOLDEN☆BEST 浅野ゆう子 RCA/FUN HOUSE YEARS』（ゴールデン☆ベスト あさのゆうこ アール・シー・エー／ファンハウス イヤーズ）は、浅野ゆう子のベスト・アルバム。2005年4月20日発売。発売元はBMGファンハウス（現：ソニー・ミュージックレーベルズ アリオラジャパンレーベル）。

## 解説
各レコード会社から発売されている "ゴールデン☆ベスト" シリーズの中の1枚で、RCA・FUN HOUSEから発売された楽曲を集めた廉価版ベスト・アルバム。
ヒット曲「セクシー・バス・ストップ」（1976.4.25）の作曲者名「Jack Diamond」は、筒美京平のペンネームで、筒美が手がけた楽曲の一部をまとめた集大成CD-BOX『THE HIT MAKER -筒美京平の世界-』（2006.4.5）にも収録されている。「セクシー・バスストップ」は、1970年代にデビューしたアイドル歌手の各歌手最高売上シングル・レコードを並べたセールス・ランキングの第20位に紹介された。

## 収録曲
特記以外　作詞:有馬三恵子　作曲・編曲:川口真
1. とびだせ初恋
2. 恋はダン・ダン
3. ひとりぽっちの季節
4. 彼
5. 太陽のいたずら
  - 作詞:島田真由美　作曲:ダニー石尾　編曲:あかのたちお
6. 青い誘惑
  - 作詞:落合武司　作曲:ダニー石尾　編曲:竜崎孝路
7. 卒業アルバム
  - 作詞:橋本淳　作曲:浜圭介　編曲:馬飼野康二
8. セクシー・バス・ストップ
  - 作詞:橋本淳　作曲:Jack Diamond　編曲:高田弘
9. ハッスル・ジェット
  - 作詞:橋本淳　作曲:Jack Diamond　編曲:萩田光雄
10. ムーンライト・タクシー
  - 作詞:橋本淳　作曲:筒美京平
  - 編曲:筒美京平・萩田光雄・サディスティックス
11. オー!ミステリー
  - 作詞:伊藤アキラ　作曲:筒美京平　編曲:萩田光雄
12. ぽつりぽつり
  - 作詞:伊藤アキラ　作曲:筒美京平　編曲:船山基紀
13. センチメンタル海岸
  - 作詞:松本隆　作曲・編曲:馬飼野康二
14. サマーチャンピオン
  - 作詞・作曲:セルジオ・メンデス・マイケル・センベロ
  - 日本語詞:伊達歩　編曲:馬飼野康二
  - カネボウ'79夏のキャンペーンソング。
15. ストップ・ザ・カンバセーション
  - 作詞:小林和子　作曲:筒美京平　編曲:井上鑑
16. 沖縄サンバ
  - 作詞・作曲:林宏・なかにし礼・川口真　編曲:川口真・ラリー寿永
17. 半分愛して（LOVE ME BY HALF）
  - 作詞:康珍化　作曲・編曲:林哲司
18. 気分はアカプルコ
  - 作詞:阿久悠　作曲:井上大輔　編曲：村松邦男
19. バレンチノ インフェルノ
  - 作詞:阿久悠　作曲・編曲:都倉俊一
20. NOMBRE NOIR ～抱かれるままに～
  - 作詞:YUKO　作曲:都志見隆　編曲：前田憲男
21. PADADA ～parole soufflee～
  - 作曲:門あさ美　編曲:多田牧男・鳴海寛
22. シンシア ～あなたにあえたから～
  - 作詞・作曲:辛島美登里　編曲:萩田光雄